# Austin Butler
Austin Robert Butler (Anaheim, 17 augustus 1991) is een Amerikaans acteur. Hij is het bekendst door zijn rol als Elvis Presley in de film Elvis en als Jake Krandle in de serie iCarly. Ook was hij te zien als James Garret in Zoey 101.

## Carrière
Butlers televisiedebuut was in Ned's Declassified School Survival Guide, als de figurant Lionel Scranton. Hij was een aantal keren te zien als deze Lionel. Na deze rol was hij te zien in Hannah Montana in de aflevering "Oops, I Meddled Again!" als Toby. Austin was daarnaast te zien in de serie iCarly, als Jake Krandle in de aflevering "iLike Jake". Carly vond hem leuk en hij was te zien in haar webshow. 
Zijn grootste rol was als James Garret, in Zoey 101. Hij nam de plaats in van Sean Flynn als hoofdpersoon vanaf het begin van het vierde seizoen. 
Op 21 juli 2009 begon de Amerikaanse televisiezender ABC Family met de serie Ruby and the Rockits. In deze serie speelde Butler de rol van Jordan Gallagher. Ook speelde hij Sebastian Kydd in The Carrie Diaries, de knipperlichtrelatie van het personage Carrie Bradshaw. In de televisieserie Switched at Birth speelde hij de rol van Wilke. 
In 2016 speelde hij de rol van Wil Ohmsford in The Shannara Chronicles. In 2022 speelde hij de hoofdrol in een film over Elvis Presley waarvoor hij genomineerd werd voor een Oscar.

## Filmografie
| Jaar      | Serie                                    | Rol                            | Opmerkingen                                  |
| --------- | ---------------------------------------- | ------------------------------ | -------------------------------------------- |
| 2005-2007 | Ned's Declassified School Survival Guide | Lionel Scranton                | Figurant                                     |
| 2006      | Drake & Josh                             | Persoon bij de Mystic Mountain | Persoon die in de rij staat voor de achtbaan |
| 2007      | Hannah Montana                           | Toby                           |                                              |
| 2007      | Zoey 101                                 | James                          |                                              |
| 2007      | Hannah Montana                           | Derek Hansen                   |                                              |
| 2007      | iCarly                                   | Jake Krandle                   |                                              |
| 2008      | Zoey 101                                 | James Garrett                  |                                              |
| 2009      | Aliens in the Attic                      | Jake                           |                                              |
| 2009      | Ruby and the Rockits                     | Jordan Gallagher               |                                              |
| 2010-2011 | Life Unexpected                          | Jones Mager                    |                                              |
| 2010      | Jonas L.A                                | Stone Stevens                  |                                              |
| 2011      | CSI: New York                            | Benjamin Gold                  | Leerling (Afl. 17 van seizoen 7)             |
| 2011      | Sharpay's Fabulous Adventure             | Peyton                         |                                              |
| 2011      | Switched at Birth                        | Wilke                          |                                              |
| 2013      | The Carrie Diaries                       | Sebastian Kydd                 |                                              |
| 2014-2015 | Arrow                                    | Chase                          |                                              |
| 2016      | The Shannara Chronicles                  | Wil Ohmsford                   |                                              |
| 2018      | Dude                                     | Thomas                         |                                              |
| 2019      | Once Upon a Time in Hollywood            | Tex Watson                     |                                              |
| 2022      | Elvis                                    | Elvis Presley                  |                                              |
| 2023      | The Bikeriders                           | Benny                          |                                              |
| 2024      | Dune: Part Two                           | Feyd-Rautha Harkonnen          |                                              |
| 2024      | Masters of the Air                       | Gale Cleven                    |                                              |
| 2025      | Eddington                                | Vernon Jefferson Peak          |                                              |